# 山田事件
山田事件（羅馬字：Yamadajiken）是在日本戰國時代於天文20年（1551年）其間由於宗像氏的內紛而發生的暗殺事件。

## 概要
宗像正氏的正室山田局和宗像氏貞之間發生對立，在陶晴賢的指示下，石松典宗在赤間山田之地把山田局、山田局的女兒‧宗像氏男正室菊姬和4名侍女依次殺害。宗像氏的一連串內紛被稱為宗像騒動。

## 背景
宗像氏貞的親戚陶晴賢為了在宗像地方加強自身的影響力而把宗像氏貞送到周防國。於是為了把妨礙自己的宗像正氏的影響力消去而發動這次事件。

## 後續
氏貞因為害怕菊姫主從的怨靈，為了把怨靈鎮壓而在增福院安置6個地藏尊（山田地藏尊），直到現在仍然存在。還有把菊姫等人暗殺的石松氏一族被惡靈詛咒的故事在宗像是十分有名的故事。關於菊姫怨靈的傳聞到現在亦存在。